# Viseća željeznica
Viseća željeznica je oblik nadzemne, jednotračne željeznice u kojoj je vozilo obješeno o fiksnu tračnicu (za razliku od čeličnog užeta koji se koriste na žičarama), koja je izgrađena iznad ulica, vodenih putova ili postojećih željezničkih pruga.
Britanski inženjer Henry Robinson Palmer (1795. – 1844.) prvi je podnio patentnu prijavu za viseći sustav željeznice, s jednom tračnicom, na konjsku vuču 1821. te demonstrirao sustav u Woolwich Arsenalu u Engleskoj ubrzo nakon toga. Njemački industrijalac, mislilac i političar Friedrich Harkort izgradio je 1826. demonstracijsku stazu Palmerovog sustava u Elberfeldu u Njemačkoj, tadašnjem trgovačkom središtu ranog industrijskog područja doline Wupper. Vlasnik čeličane imao je viziju željeznice za prijevoz ugljena između doline Wupper i obližnje regije rudnika ugljena Ruhr, koja bi povezivala njegove vlastite tvornice u Elberfeldu i Deilbachtalu. Zbog prosvjeda vlasnika mlinova koji nisu bili integrirani duž pruge i transportne grane, ova ideja nije mogla biti izvedena. Prva viseća željeznica otvorena je u Cheshuntu, Engleska, Ujedinjeno Kraljevstvo, 25. lipnja 1825. Koristeći Palmerov patent, izgrađen je viseći vlak namijenjen za prijevoz cigle, ali na prvoj vožnji prevozio je putnike.

## Vanjske poveznice
- Suspended monorails
- Viseća željeznica u Wuppertalu, Njemačka